# Estrangulador (armas de fogo)

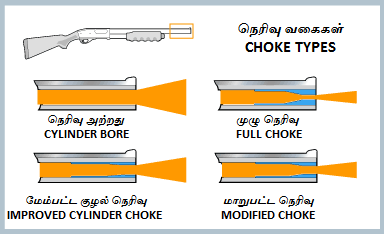
Ilustração do efeito que diferentes tipos de estranguladores têm na propagação ("grupamento") de projéteis de espingarda.

Estrangulador (ou choke, ou choque), em armas de fogo é uma constrição cônica na "boca" do cano de uma arma de fogo. Os estranguladores são mais comumente vistos em espingardas, mas também são usados em alguns rifles, pistolas ou até pistolas de ar. Notavelmente, algumas espingardas de calibre .22 LR têm um diâmetro de cano restrito próximo à "boca".[carece de fontes?]